# Замок Мерфистоун
Замок Мерфистоун (англ. Murphystown Castle) — один из замков Ирландии, расположен в графстве Дублин. Это археологический памятник, на месте которого велись раскопки. Замок находится в полностью руинированном состоянии. Сохранились три стены одной башни XV века. Раскопки обнаружили многочисленные артефакты XIII—XV веков, в первую очередь керамику.
Из всех замков графства Дублин это один из наименее исследованных замков. Хотя еще в 1897 году руины замка исследовал Э. Дикс, который обращался к Ф. Элрингтону Баллу с просьбой исследовать историю этого замка. Элрингтон Балл в следующем году написал статью, опубликованную в журнале «Айриш Билдер». П. О'рейли изучал историю земли, где стоит замок Мерфистоун, он рассказывает о многочисленных археологических артефактах, но ничего не пишет о самом замке Мерфистоун. О замке известно очень мало: неизвестна ни дата постройки, ни кто строил этот замок. В «Гражданском обследовании», составленном в 1654 году и описывающем существующие тогда замки Ирландии, про этот замок ничего не говорится.
В 1775 году рисунок этого замка сделал художник Габриэль Беранже. На рисунке замок находится в руинах примерно в таком же состоянии, что и сейчас.